# Araneus macacus
Araneus macacus är en spindelart som beskrevs av Toshio Uyemura 1961. Araneus macacus ingår i släktet Araneus och familjen hjulspindlar. Inga underarter finns listade i Catalogue of Life.